# Csengeri K. István
Nagyváradi Csengeri K. István (Csenger ?, 1628 – Marosvásárhely, 1671. június 15.) református lelkész, kollégiumi tanár.

## Élete
A gyulafehérvári kollégiumban Altsted, Piscator és Bisterfeld tanítványa volt. 1653. augusztus 11-én a leideni, 1654. június 2-án a franekeri egyetemre iratkozott be, de csakhamar visszatért Leidenbe, ahol Coccejust hallgatta. Diákként részt vett a „De potentia scripturae quoad docendam veritatem” (1654) és a „De usu rationis humanae in theologia ac quaestionibus fidei” (1654) vitákban, illetve üdvözlő verset írt Egrespataki C. Andráshoz (1654 és 1655).
1655 júniusa után hazatérve Désen lett lelkész, majd 1656. június 21-én esperes. 1658 első felében Kolozsvárra ment lelkésznek, 1659-től udvari papságot viselt Barcsay Ákos, majd Kemény János fejedelmek mellett. Később Fogarason szolgált lelkészként; 1668-ban pedig a nagyenyedi református kollégiumban lett tanár és gondnok, az eklézsiában pap, 1670-től esperes. 1671-ben a marosvásárhelyi zsinaton szélütés érte, harmadnapra meghalt.
Nézeteit illetően coccejanus és karteziánus volt. Politica ecclesiastica című művében szót emelt az egyházi rendtartás átalakításért. Ugyanebben a témában levelet is írt a zsinathoz.

## Munkái
- Disputatio Theologica Quinquagesima secunda, Et quidem trigesimaoctava De Potentia Scripturae, quod docendam veritatem. Lugd. Batavor., 1654.
- Disputatio Theologica anti-Sociniana De Necessaria supremae, seu unius cum Patre, D. N. J. Christi deitatis, ad salutem aeternam, utilitate. Uo. 1654.
- Disputatio Philosophica, De Usu rationis humana in Theologiâ, ac quaestionibus fidei;… Uo. 1654.
- Kéziratban: Politia ecclesiastica.
- Levelezése II. Rákóczi György erdélyi fejedelemmel az Erdélyi Nemzeti Múzeum levéltárába került.
- Levele Isaac Basire-hez (Radnót, 1661. május 28.) megjelent a Magyar Könyvszemlében (VIII. 1883. 260. l.)